# In Fear and Faith
Gli In Fear and Faith sono un gruppo musicale statunitense formatosi nel 2006 a San Diego, in California.
Anche se principalmente considerato appartenente al metalcore, nella sua musica il gruppo incorpora anche elementi di generi come screamo e alternative rock.

## Formazione

### Formazione attuale
- Tyler McElhaney – basso, cori (2006-2011, 2014-presente)
- Jarred DeArmas – voce (2006-2007), cori (2011-presente), basso (2011-2014), tastiera, piano (2013-presente)
- Noah Slifka – chitarra solista (2007-2011, 2014-2018), chitarra ritmica (2007-2011)
- Cody "Duke" Anderson – voce death (2007–2010, 2014-presente)
- Scott Barnes – voce melodica (2008-presente), voce death (2010-2014)
- Sean Bell – chitarra ritmica, cori (2011-presente), chitarra solista (2011-2014)
- Chase Whitney – batteria, percussioni (2014-presente)

### Ex componenti
- Davey Owens – chitarra solista (2006-2007)
- Michael Guy – tastiera (2006-2007)
- Mehdi Niroomand – batteria, percussioni (2006-2013)
- Ramin Niroomand – chitarra ritmica (2006-2013), chitarra solista (2007-2013), tastiera, piano (2008-2013)
- Telle Smith – voce melodica (2007-2008), tastiera (2007)

## Discografia

### Album in studio
- 2009 – Your World on Fire
- 2010 – Imperial
- 2012 – In Fear and Faith

### EP
- 2007 – Voyage
- 2011 – Symphonies

### Demo
- 2006 – In Fear and Faith